# Флора Австралії

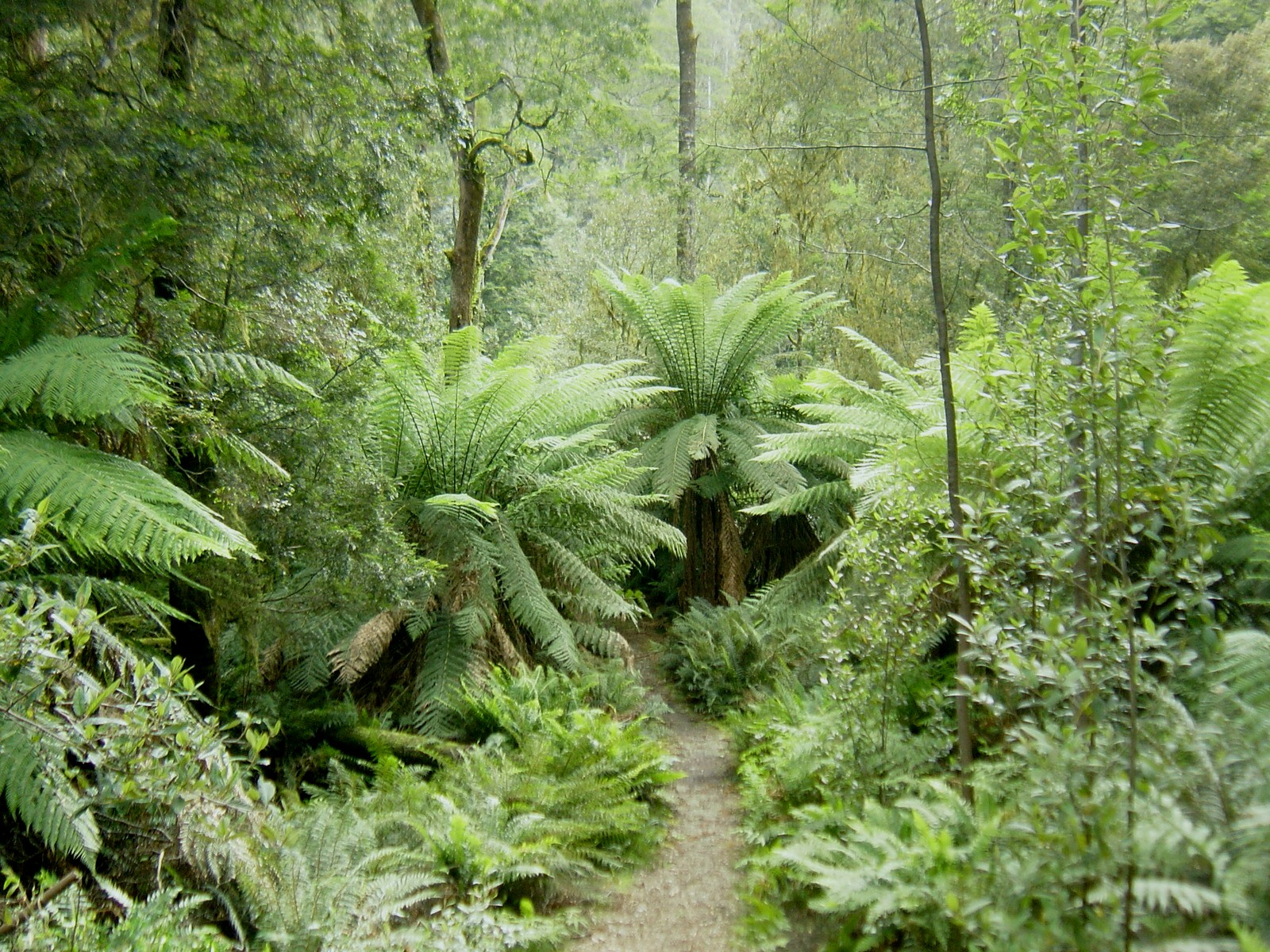
Тасманійські дощові ліси — релікти Гондвани.

Флора Австралії охоплює величезну кількість видів рослин, за оцінками, понад 200 тисяч судинних та 14 тис. несудинних рослин, 250 тис. грибів і 3 тис. видів лишайників. Флора сильно схожа з флорою Гондвани, простіша будова високоендемічних покритонасінних рослин флори як і їх різноманітність визначається ефектом дрейфу континентів кліматичними змінами у порівнянні з умовами крейдового періоду. Характерними особливостями австралійської флори є адаптація до сухості та вогню (склерофіти та серотіти). Ці пристосування досить поширені серед родин протейних (Banksia), миртових (Eucalyptus), а також бобових (Acacia).
Ендеміками Австралії є евкаліпт, казуарина, деревоподібна папороть тощо.

## Екологія
Очевидно, що поширення окремих рослинних груп залежить від мікроклімату і ґрунтів, але розміщення великих рослинних зон Австралії (на рівні типів формацій) виявляє тісний зв'язок із середньорічними сумами опадів. Яскрава особливість клімату Австралії — наявність аридного центру материка, від якого у напрямку до периферії послідовно збільшується кількість опадів. Відповідно змінюється і рослинність.
- 1. Середня річна кількість опадів менше 125 мм. Розвинені піщані пустелі. Домінують твердолисті багаторічні злаки родів Triodia і Spinifex.
- 2. Середня річна кількість опадів 125—250 мм. Це семіарідні райони з двома основними типами рослинності.
  - а) чагарничкова напівпустеля — відкриті території з переважанням представників родів Atriplex (лутига) і Kochia (прутняк). Місцеві рослини виключно посухостійкі. Територія використовується під овечі пасовища.
  - б) Арідний скраб на піщаних рівнинах або на виходах корінних порід на останцових пагорбах. Це густі зарості низькорослих дерев і чагарників з переважно різними видами акацій. Найширше поширений мульга-скраб з акацією безжилковою (Acacia aneura). Для обох типів рослинності характерний буйний розвиток однорічних рослин після рідких зливових опадів.
- 3. Середня річна кількість опадів 250—500 мм. Тут представлені два основні типи рослинності. На півдні, де опади випадають тільки у зимові місяці, поширений Малл-скраб. Це густі зарості з домінуванням різних чагарникових евкаліптів, що утворюють по кілька стовбурів (відходять від одного підземного кореня) і пучки листя на кінцях гілок. На півночі і сході Австралії, де дощі випадають переважно влітку, поширені злаковники з переважанням представників родів Astrebla і Iseilema.
- 4. Середня річна кількість опадів 500—750 мм. Тут представлені савани — відкриті паркові ландшафти з евкаліптами і злаково-різнотравним нижнім ярусом. Ці території інтенсивно використовувалися для випасу худоби та вирощування пшениці. Злакові савани місцями зустрічаються на родючіших ґрунтах і в зоні склерофільних (твердолистих) лісів.
- 5. Середня річна кількість опадів 750—1250 мм. Для цієї кліматичної зони типові склерофільні ліси. У них домінують різні види евкаліптів, що утворюють зімкнутий деревостій, і розвинений густий підлісок з твердолистих чагарників, а трав'яний покрив зріджений. Листя евкаліптів повернене ребром до сонця, що зменшує випаровування. При цьому крона майже не дає тіні, тому евкаліптові ліси напрочуд світлі. Корені евкаліптів потужно висмоктують вологу з ґрунту, а потім випаровують її через листя, через що він дістав назву «дерево-насос». Нерідко евкаліпти висаджують для осушення заболочених ділянок. На більш аридній околиці цієї зони ліси змінюються саванним рідколіссям, а на більш гумідній околиці — вологими тропічними лісами. Відносно сухі склерофільні ліси відрізняються найбільшою концентрацією типових австралійських видів. Ці ліси — важливе джерело деревини листяних порід.
- 6. Середня річна кількість опадів понад 1250 мм. Вологі тропічні ліси приурочені до районів з великою кількістю опадів і ґрунтами, звичайно розвиненими на базальтових породах. Видовий склад дерев дуже різноманітний, без чітко виражених домінантів. Характерні велика кількість ліан і густий підлісок. У цих лісах переважають види індо-меланезійського походження. У південніших помірно-вологих лісах посилюється роль антарктичного елемента флори.

## Флористичний аналіз
В Австралії відомо близько 15 тисяч видів квіткових рослин, причому близько 3/4 з них корінні місцеві. Ще Джозеф Гукер у Введенні у флору Тасманії (JD Hooker, Introductory Essay to the Flora of Tasmania, 1860) вказував, що у розвитку австралійської флори вирішальну роль зіграли три основних елементи: антарктичний, індо-меланезійський і місцевий австралійський.

### Антарктичний елемент
До цієї категорії відносять групи видів, загальні для південного сходу Австралії, Нової Зеландії, субантарктичних островів і південних Анд Південної Америки. Приклади родів з такими ареалами — Nothofagus, Drimys, Lomatia, Araucaria, Gunnera і Acaena. Їхні представники виявлені також у викопних рештках палеогенового віку на нині покритих льодами острові Сімор і на Землі Грейама (Антарктичний півострів). Більше такі рослини ніде не зустрічаються. Вважають, що вони або їх предки виникли у той час, коли Австралія входила до складу Гондвани. Коли цей суперматерик розколовся на частини, які перемістилися на свої нинішні позиції, ареали представників антарктичної флори виявилися сильно роз'єднаними. Втім, очевидно, що ці рослини мали широке поширення в Австралії у палеогені, оскільки в олігоценових відкладах Південної Австралії і Вікторії виявлені Nothofagus і Lomatia разом з такими австралійськими родами, як Eucalyptus, Banksia і Hakea.
Нині цей елемент флори найкраще представлений у помірно-вологих лісах. Іноді терміном «антарктичний елемент» позначають більші групи рослин, у наш час[коли?] зустрічаються тільки у Південній півкулі і є загальними для Південної Африки та Австралії, як, наприклад, роди Caesia, Bulbine, Helichrysum і Restio. Втім, зв'язки Австралії з Південною Африкою представляються віддаленішими, ніж зв'язки з Південною Америкою. Існує думка, що близькі рослини, які зустрічаються у перших двох регіонах, походять від спільних предків, які мігрували туди з півдня.

### Індо-меланезійський елемент

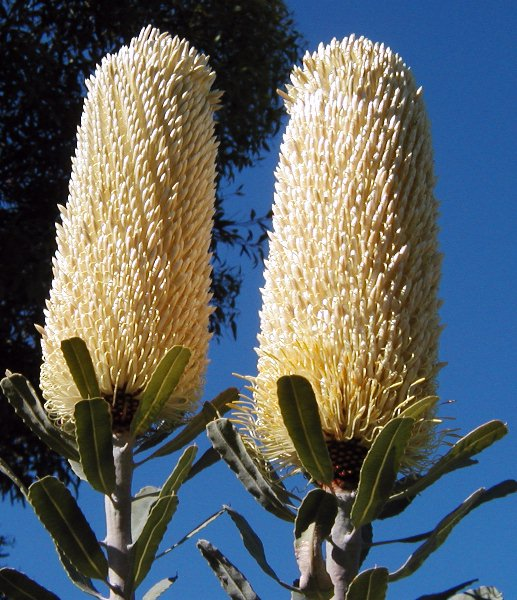
Банксія

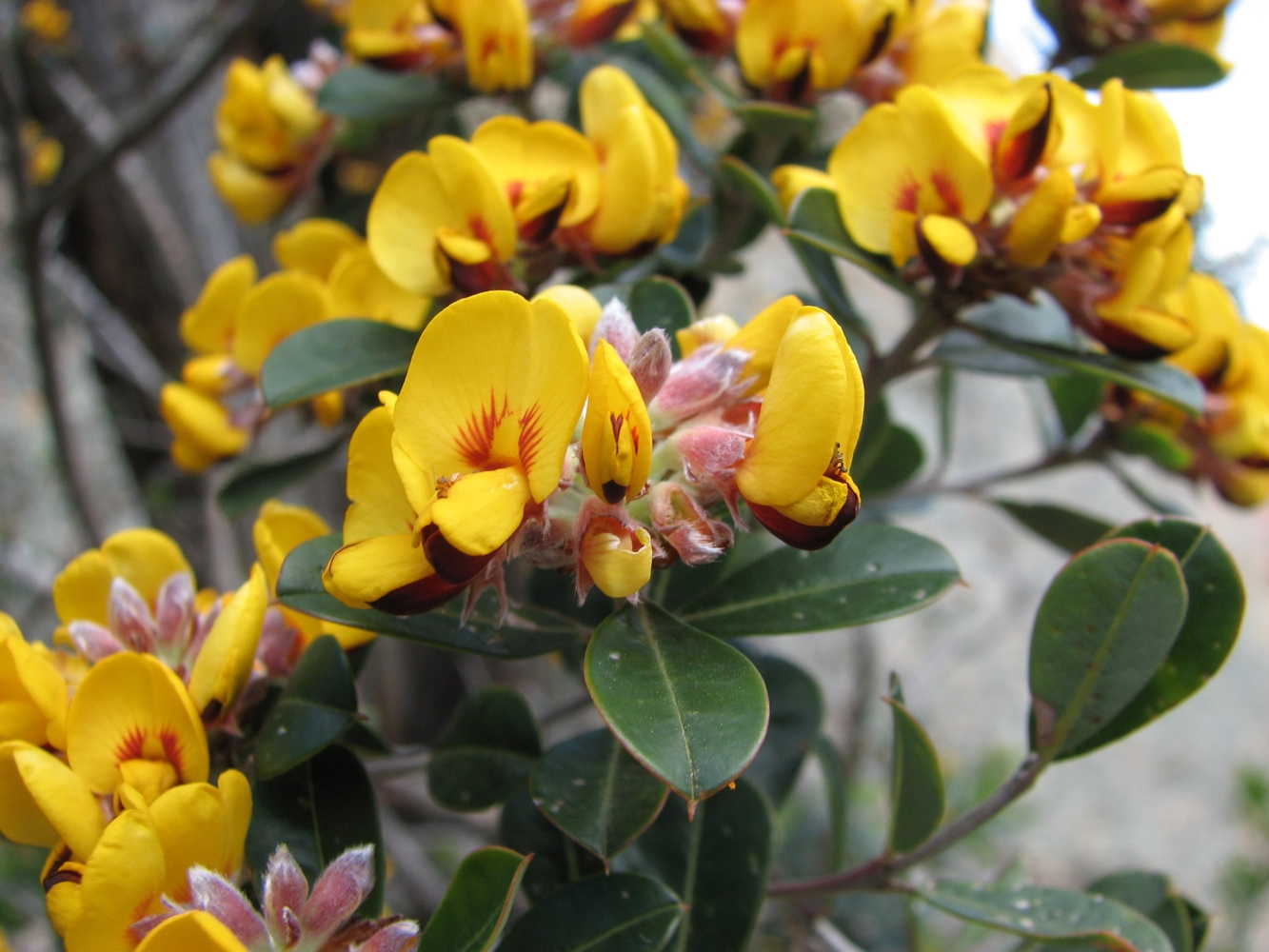
Pultenaea

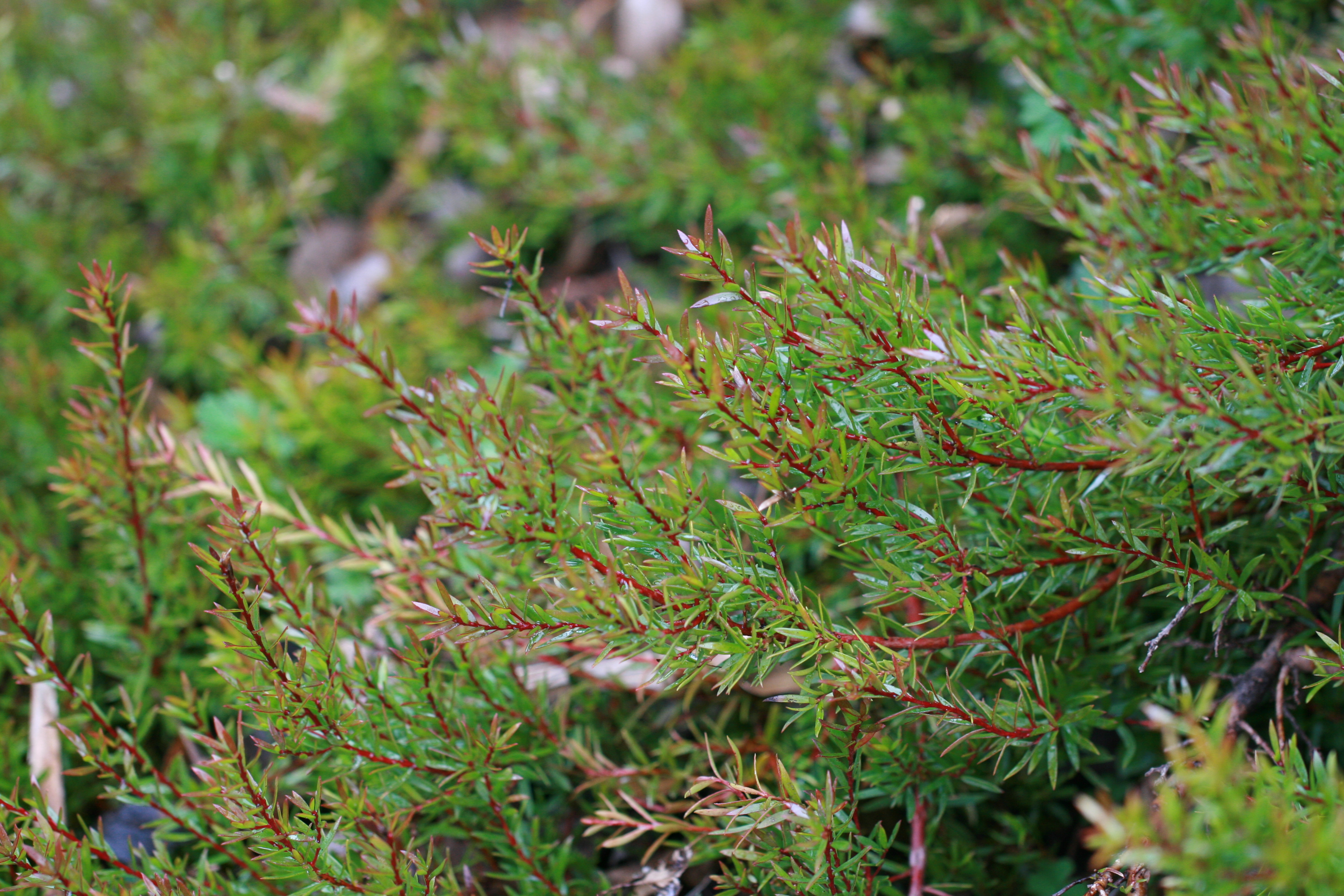
Persoonia

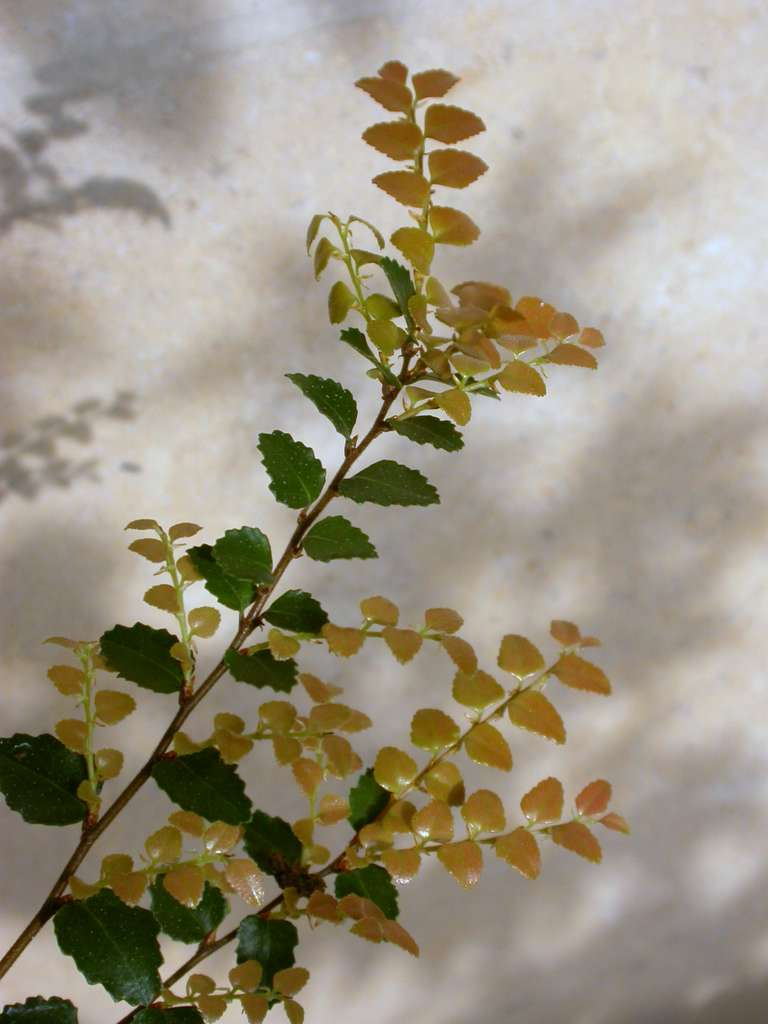
Nothofagus

Це рослини, загальні для Австралії, Індо-Малайського регіону і Меланезії. Флористичний аналіз виявляє дві чітко виражені групи: одна — індо-малайського походження, інша — меланезійського. В Австралії цей елемент включає палеотропічних представників багатьох родин, особливо тропічних сростнолепестнихе, і виявляє близьку спорідненість з флорою Азійського материка, особливо Індії, п-ова Малакка і Малайського архіпелагу. Однак відбувалася і незначна міграція на північ чисто австралійського елемента: два види Eucalyptus і один — Melaleuca поширюються на Малайському архіпелазі до о. Ломбок і Філіппінських островів, але не перетинають лінію Воллеса. Меланезійські зв'язки особливо чітко виражені серед папоротей. Індо-меланезійський елемент відносно древній для Австралії, можливо, його масова міграція та розповсюдження відбувалися в умовах теплого і вологого клімату міоцену. У сучасній Австралії ці види приурочені до вологого місцепроживання і в основному до базальтових ґрунтів. Вони виростають уздовж всього північного узбережжя материка, але найрясніші у вологих тропічних лісах Квінсленда. Серед азійських родів найцікавіші Rhododendron і Garcinia. У ботанічному та господарському відношенні важливі Cedrela, Elaeocarpus, Eugenia, Ficus, Geissois, Sloanea, Tarrietia і Albizzia.
Аридні і пустельні райони Австралії також флористично близькі до тропіків або аридних областей Азії. Австралійський елемент включає роди і види, які зустрічаються тільки в Австралії або найпоширеніші саме там; ендемічних родин мало, і роль їх незначна. Великі австралійські родиги, що налічують понад 100 видів кожен, — Eucalyptus (більше 500 видів), Acacia (секція Phyllodinaea з плоскими черешками листя, схожими на їх пластинки; близько 500 видів), Grevillea, Hakea, Melaleuca, Pultenaea, Leucopogon, Goodenia і Hibbertia. Роди, які включають понад 50 видів кожен, — Banksia, Verticordia, Dryandra, Dodonaea, Persoonia, Daviesia, Baeckea, Boronia і Pimelea.
Типова австралійська флора сконцентрована на південному заході і південному сході материка. Південний захід багатий характерними австралійськими родинами: приблизно 6/7 з них найкраще представлені саме у цьому районі, а інша частина — на південному сході. Чи справді цей елемент сформувався на місці або він походить від давніших палеотропічних або антарктичних мігрантів, з'ясувати важко. Очевидно, що деякі групи сучасних рослин зустрічаються виключно в Австралії. Центр походження австралійського елемента невідомий. У палеоботанічних літописах Австралії відображені ті ж загальні еволюційні особливості, що і на інших материках. Перші види квіткових рослин відомі у верхньокрейдових відкладах Квінсленда, але свідчення широкого розповсюдження австралійської флори з'являються тільки у шарах, що датуються олігоценом, коли по всій Південній Австралії росли такі роди, як Eucalyptus, Banksia, Hakea і Persoonia, поряд з вищезазначеними антарктичними формами, зокрема, видами Nothofagus.
Беручи до уваги концентрацію місцевих родин і родів на південному заході Австралії, Гукер припустив, що австралійський елемент виник саме тут, а потім мігрував на схід. Флори південного сходу і південного заходу материка дуже близькі між собою, а географічна ізоляція пояснює ступінь їхнього нинішнього ендемізму. Таким чином, цілком імовірно західне походження австралійського флористичного елемента, причому важливо враховувати паралельний вплив геологічних чинників на його еволюцію у різних частинах материка. Широко поширена олігоценова флора з її характерними австралійськими рослинами стала свого роду точкою відліку. Протягом тривалого інтервалу між крейдою і міоценом Австралія, ймовірно, «насолоджувалася» геологічною стабільністю; викопні рештки цього часу свідчать про повсюдні рясні дощі та помірні температури. Наявність яких-небудь природних бар'єрів для міграції рослин у той час малоймовірно, і новітні дослідження вказують на існування доміоценової панавстралійської флори. У міоцені море затопило більшу частину півдня Австралії і не тільки знищило тут рослинний покрив, але і стало нездоланним бар'єром для міграції видів, так що флори південно-східної та південно-західної частин материка виявилися роз'єднаними. В кінці міоцену почалися тектонічні зрушення, що тривали до плейстоцену. Вони сприяли формуванню різноманітних середовищ існування та міграційних бар'єрів. Крім того, одними з головних перешкод на шляху рослин стали потужні вапнякові відкладення на північ від Великої Австралійської затоки. Вони закріпили ізоляцію флори південно-західної Австралії, яка адаптувалася у ході еволюції до підзолистих і латеритних ґрунтів.
У плейстоцені загальна кліматична ситуація була подібна до сучасної. Проте істотні зміни відбулися на початку кліматичного оптимуму голоцену, коли сильно зменшилася кількість опадів і в центрі материка утворилися пустелі з піщаними дюнами. Аридизація клімату відбилася і на ґрунтах інших районів. На півдні Австралії відбулося різке збіднення флори, що супроводжувалося роз'єднанням видових ареалів, що зараз є відмінною особливістю цієї частини материка. Втім, загальні фітогеографічні особливості Австралії не змінилися. Отже, широке поширення панавстралійської флори спостерігалося на півдні материка у палеогені. Згодом геоморфологічні і кліматичні чинники привели до флористичної ізоляції південного сходу і південного заходу Австралії, причому в останньому районі флора виявилася більш стабільною. У заселених районах південної та східної Австралії поширені занесені рослини, особливо у таких відкритих спільнотах, як саванні рідколісся, де заокеанські злаки і різнотрав'я витіснили місцеві види. Більше половини цих натуралізованих видів — вихідці із Середземномор'я. Чільне місце займають також рослини з Південної Африки, що відрізняється подібними кліматичними умовами. Решта прибула з Європи та Західної Азії.
Значення місцевих видів рослин для людини стали усвідомлювати лише недавно, хоча багато з них протягом тисячоліть вживалися в їжу корінними жителями Австралії. Наприклад, макадамія тройчатолистна (Macadamia ternifolia) широко обробляється в Австралії з 1890-х років заради смачних горіхів (на Гавайських островах вона культивується у ще більших масштабах і відома під назвою «квінслендський горіх»). Поступово в Австралії стало налагоджуватися вирощування таких рослин, як місцевий вид фікуса (Ficus platypoda), санталуми (Santalum acuminatum, Santalum lanceolatum), еремоцитрус сизий, або пустельний лайм (Eremocitrus glauca), австралійські каперси (Capparis sp.), різні так звані «пустельні помідори» з роду пасльону (Solanum sp.), базилік дрібноквітковий (Ocimum tenuiflorum), місцевий вид м'яти (Prostanthera rotundifolia) та інші злаки, коренеплоди, плодові, ягідні і трав'янисті рослини.

## Антропогенний вплив
Поселення в Австралії корінних австралійців більш ніж 61 тис. років тому, ±9 тис. років, а також європейців з 1788 року, значно вплинуло на флору континенту. Застосування вогню аборигенами призвело до значних змін у розподілі видів рослин. З приходом європейців почалися великомасштабні зміни у рослинному покрові, рослинності на потребу сільському господарству та міському розвитку. Це призвело до великомасштабних змін у складі більшості наземних екосистем, що призвело зникнення 61 виду рослин і поставило під загрозу ще більш ніж 1 тис.